# 九甲镇
九甲镇，是中华人民共和国云南省普洱市镇沅彝族哈尼族拉祜族自治县下辖的一个乡镇级行政单位。

## 行政区划
九甲镇下辖以下地区：
九甲村、勐真村、旬坑村、果吉村、文岗村、登高村、三台村和和平村。